# 半分こ
「半分こ」（はんぶんこ）は、テレビドラマ『世にも奇妙な物語』の中の1話。
1990年7月12日放送。第16作目。同回の作品に「くせ」、「死ぬほど好き」がある。

## ストーリー
主婦の英子はある日、スーパーの特売品の量に悩んでいると、山岸緑と知り合い、半分に分けることにする。それから2人は交流を続け、色々な物を半分にして共有していた。ある日、インコを緑と「半分こ」することになるが、さすがにインコを半分に分割できないので、交代で飼うことになった。だが、緑の元から帰ってきたインコが夫と同じ言葉を喋っているのに英子は気づいた。英子は緑が夫と不倫したことを確信する。英子は包丁を持ち出して緑を追い出した後に泣き崩れた。
翌日、英子に大きな荷物が届く。緑から電話がかかってきて、夫を「半分こ」にすることを提案される。荷物の底に血が滴っており、中にいたインコも「半分こ、半分こ」と喋る。電話越しに英子の悲鳴を聞いた緑は満足して受話器を置く。

## スタッフ
- 企画：小牧次郎、石原隆（フジテレビ）
- プロデューサー：佐藤敦、北島和久、日比生信義（日活）
- 監督：村上修
- 原作・脚本：北川悦吏子
- 演出：両沢和幸
- 音楽：蓜島邦明
- 製作：日活

## キャスト
- 北沢英子：柏原芳恵
- 山岸緑：香坂みゆき
- 北沢道夫：富士原恭平
- 配達人：井原利昌